# 兴国西站
兴国西站位于江西省赣州市兴国县永丰乡荷岭村清水塘组，是昌赣客运专线的一个车站，现由中国铁路南昌局集团有限公司赣州车务段管辖。2019年12月26日通车。

## 车站布局
本站以“将军故里，红色兴国”为设计理念，站房建筑面积5996平方米，外观以“兴”字字义、字形为出发点进行设计，以站房主体烘托深红色大挑檐屋面造型，表达“兴盛、兴业”的寓意；该站的大挑檐屋面造型为钢桁架结构体系，向内以叠涩造型层层推进，表达中国工农红军万里长征的艰辛以及兴国将士为国献身的铮铮不息的精神。车站规模为2台4线。
| 站房 | 候车室   | 进站口、售票厅、候车厅、检票口        |
| 站场 | 侧式站台 | 侧式站台                              |
| 站场 | 1站台    | 昌赣客运专线 往南昌方向（万安县站）   |
| 站场 | 正线     | 昌赣客运专线上行列车通过线            |
| 站场 | 正线     | 昌赣客运专线下行列车通过线            |
| 站场 | 2站台    | 昌赣客运专线 往赣州西方向（赣县北站） |
| 站场 | 侧式站台 |                                       |
| 地道 |          | 进出站地道                            |

## 配套工程

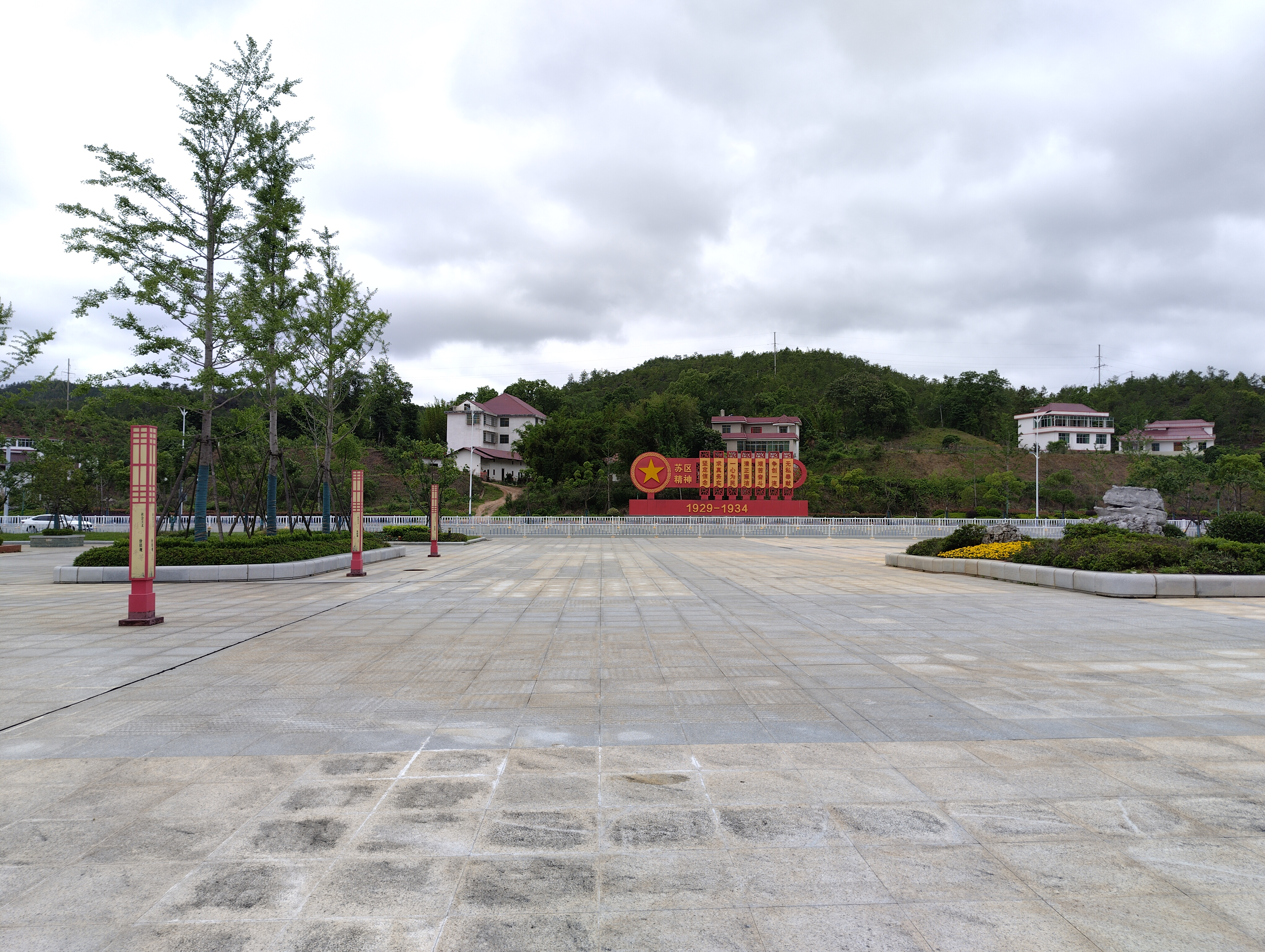
站前广场

本站站前广场地面部分面积2668平方米，中部为红星广场，北侧为公交停车场、公共厕所、消防监控室及电信室，北侧景观连廊下设兴国十大模范浮雕；南侧为出租车、社会车停车场，南侧连廊下设六个兴国红色故事浮雕。地下部分则包括地下停车位453个。